# ポッカコーヒー
ポッカコーヒーは、ポッカサッポロフード&ビバレッジから発売されている缶コーヒーである。

## 歴史
1972年に当時のポッカレモンより発売開始。既に上島珈琲などから缶コーヒーは発売されていたが、コーヒー飲料規格における「コーヒー」（100g中にコーヒー生豆成分5g以上含有）としては初の缶コーヒーであった。翌1973年に冷温兼用の自動販売機を三共電器（現サンデン）と共同開発し、商品自体も連続加温販売に耐えうるように改良された。初代のパッケージは、フロアで“ゴーゴー”に興じる若者を描いていた。
また、1976年ごろに820g入りの家庭用大型缶（フルーツ缶詰大）「ポッカアイスコーヒー」が発売された。当時のキャッチフレーズは「あっという間にアイスコーヒー」。当時のポッカ社の関係者によれば「お客様からもっと大きめの容量の入るものがほしいというニーズと、冷蔵庫の大型化で、大きな缶詰が入るようになったという時代がマッチした」と話している。
2013年9月にロング缶の「Mコーヒー」、沖縄限定品の「ブレンド沖縄」を除く缶製品をリニューアルした際、缶胴の厚さを薄肉化したことで缶重量を約10%軽量化された「ECOビード缶」を導入した。
2014年3月には、ポッカサッポロの親会社であるサッポロホールディングスが資本参加し、またサッポロビールグループがオフィシャルスポンサーを務めている北海道日本ハムファイターズとのタイアップによる「ファイターズ缶」を北海道限定で発売。当初は「微糖」と「無糖ブラック」の2種類だったが、2015年3月に「ブレンド」を追加発売して3種類となった。
2015年6月には、「ポッカコーヒー オリジナル」の2014年都道府県別売り売上構成比が最も高かった千葉県に向け、後述する男性の顔ではなく、千葉ロッテマリーンズのマスコットキャラクターであるマーくんを中心とした球団ロゴに変更した「ポッカコーヒー オリジナル 千葉ロッテマリーンズ」を数量限定で発売。千葉県を中心に、関東地区限定で販売される。2016年4月に球団の千葉移転25年目を記念したロゴを新たに配して「ポッカコーヒーオリジナル 16年千葉ロッテマリーンズ」としてリニューアル発売した。
2019年3月に「オリジナル」が約5年半ぶり、「贅沢微糖」が約4年ぶりにリニューアルされ、コーヒー豆の使用量が約10%増量された。同年6月には3年ぶりに「オリジナル」の千葉県限定品が再発売。今回は「オリジナル」のデザインをベースに、缶の上部に「千葉県コラボ 県コーヒー」の表示が入り、千葉県のマスコットキャラクターチーバくんが描かれた「千葉県缶」となる。また、千葉県との間で締結された「観光分野における協力に関する協定」の一環として、売り上げの一部が千葉県の観光振興に寄付される。
なお、ショート缶コーヒーが185gへ減容化が進む中で、「オリジナル」と「カフェオレ」の2種類は2024年9月時点でも190g入りとなっている。
2022年に初代ポッカコーヒーの発売から50周年を迎えるにあたり、北海道日本ハムファイターズ監督のBIG BOSSこと新庄剛志（自らも2022年に50歳を迎えた）がデザインと監修を手掛け、通常サイズよりも大きめのバージョンで新庄の写真をあしらった「ビッグポッカコーヒーオリジナル（250㎖入り、パッケージ4種）」という特別パッケージ缶を期間・数量限定発売した。

## 顔
ポッカコーヒーオリジナルの缶に描かれている男性の顔は、ポッカコーヒーの代名詞ともいえる存在だが、缶の絵柄に男性に顔が登場したのは発売開始の翌年（1973年）である。ポッカによると、この男性のモデルはいないとのこと。
パッケージの顔自体も年々変化があり、時代の恰好に合わせ、長かったもみ上げをカットし、徐々にあっさりめの顔つきに。1990年代後半には芸能人イラスト缶も限定で存在した。
2006年のリニューアルで従来よりかなり小さいものになり、2009年にはパッケージデザインのレイアウトも変更され、境界線が中央からかなり下になっていた。2019年3月のリニューアルで約13年ぶりにデザインのレイアウトが変わり、ブランドロゴやパッケージデザインのレイアウトが1990年代当時の仕様に準じたものとなり、顔もより現代的な顔つきとなった。「贅沢微糖」は「オリジナル」よりも顔が描かれているスペースは小さいものの、"顔缶"仕様となった。2024年9月のリニューアルで約5年半ぶりにデザインが刷新され、「贅沢微糖」は「オリジナル」とデザインが統一された。

## 商品ラインナップ
（2024年9月時点）
現時点で発売されている製品は「カフェラテ」と「ブラック スムース&マイルド」を除いて香料不使用である。また、「オリジナル」と「厳選微糖」は2021年9月に賞味期間の延長（1年→13ヶ月）を行いリニューアルされている。
ポッカコーヒー オリジナル
発売から50年のロングセラーとなっている「ポッカコーヒー」の基幹製品。当初は単に「ポッカコーヒー」として発売し、1999年の改良時に「オリジナル」が付き、2004年の改良時に「ニューオリジナル」に改名。2006年に現在の「オリジナル」に再度名称が戻された。現行品が15代目となる。
以前は原材料が砂糖・コーヒー・牛乳・乳化剤の4つのみの組み合わせだったが、2021年3月の改良で全粉乳、デキストリン、乳等を主要原料とする食品が加えられた。
ポッカコーヒー 厳選微糖
甘味料（アセスルファムK、スクラロース）を使用することで砂糖の使用量を控えた微糖タイプ。金ベースの缶。
ポッカコーヒー ブラック
原材料が国内製造のコーヒーのみで、香料だけでなく他の添加物も不使用の無糖ブラックコーヒー。2016年3月発売の「深煎りブラック」へ継承されて独立ブランド化し、2017年3月に「aromax」へ統合された「aromax ブラック」となったが、2021年9月に「aromax」からの移行により約5年半ぶりに「ポッカコーヒー」ブランドへ回帰された。
ポッカコーヒー カフェオレ
コーヒー飲料規格のカフェオレ。元々は2014年9月に「くつろぎカフェオレ」として発売され、2017年3月に「ブラック」と共に「aromax」へブランド統合され、「aromax カフェオレ」へ改名。2021年9月に「ブラック」と共に「aromax」からの移行により「ポッカコーヒー」ブランドとなった。
ポッカコーヒー ひとやすみプレッソ
2024年9月発売。
ポッカコーヒー カフェラテ
2023年9月発売。コーヒー飲料規格のカフェラテ。「ポッカコーヒー」におけるボトル缶製品としてはかつて発売されていた「カフェグラスコ」以来で、260g入りの小容量サイズは初となる。
ポッカコーヒー ブラック スムース&マイルド
2023年3月に「カフェ・ド・クリエ ブラックコーヒー スムース&マイルド」を「ポッカコーヒー」ブランドへ移行して改名・リニューアルされたもの。現行品の「ポッカコーヒー」では唯一となる270ml入りの温冷兼用ペットボトルとなる。

## 販売終了商品
- ポッカコーヒー プレミアム（1999年に155gで限定発売した後、2000年に190g缶で全国発売）
- ポッカコーヒー「ガティ!」（1999年発売）
- ポッカコーヒー セレクト（1992年頃に発売）
- ポッカ遠赤焙煎コーヒー ジェント(1988年頃に発売。250gロング缶入り、コーヒー飲料規格）
- ポッカコーヒー デミタス（その後香ばし珈房デミタスに継承）
- ポッカコーヒー ハイランドブレンド
- ポッカコーヒー キリマンジャロブレンド微糖
- ポッカコーヒー ドライバー - 現在は「ドライバー」に独立ブランド化しており、「シャキッと激ブラック」が高速道路サービスエリア内の自動販売機・売店で販売されているほか、沖縄県は子会社の沖縄ポッカコーポレーションから「深煎りブレンド」・「ほろにが微糖」・「ブラック」・「まろやかカフェオレ」の4種類を発売している。
  - ブラック 無糖
  - ほろ苦ブレンド
  - スーパーブラック - 「ブラック 無糖」の後継製品
- ポッカコーヒー オネスティ
  - ブレンド
  - デミタス
- ポッカコーヒー 復刻缶80's - 発売39周年を記念し、80年代当時のパッケージデザインや味わいを再現した数量限定品
- ポッカコーヒー ダブルゼロ - 糖類ゼロ・脂質ゼロ設計の健康系缶コーヒー。
- ポッカコーヒー 大人のブラック - 「ポッカコーヒー ブラック」からのリニューアル品だが、再リニューアルにより再び「ポッカコーヒー ブラック」に戻る。
- ポッカコーヒー 午後のくつろぎカフェオレ（コーヒー飲料規格）
- ポッカコーヒー 味わいカフェオレ（コーヒー飲料規格） - 2014年9月発売の「くつろぎカフェオレ」へ継承し、独立ブランド化。2017年3月に「aromax」へ統合し、「aromax カフェオレ」として発売されていたが、前述したように2021年9月「ポッカコーヒー カフェオレ」となり、「ポッカコーヒー」ブランドへ戻った。
- ポッカコーヒー 珈琲通の粗挽きデミタス（170g缶）
- ポッカコーヒー コクの贅沢微糖
- ポッカコーヒー 朝の深煎りブレンド
- ポッカコーヒー 贅沢焙煎
- ポッカコーヒー 贅沢ブレンド - 2014年9月発売の「香りとコクのブレンド」へ継承し、独立ブランド化。2017年3月に「aromax」へ統合し、「aromax ブレンド」として発売された。
- ポッカコーヒー こだわり豆の贅沢ストレート - ミルク入り・砂糖不使用タイプ
- ポッカコーヒー aromax - 現在は「aromax」に独立ブランド化している。
  - ブラック 無糖 - 幾度のリニューアルを経て、現在は「aromax 鮮やかな香り プレミアムブラック」として発売している。
  - ブレンド - 幾度のリニューアルを経て、現在は「aromax 鮮やかな香り プレミアムゴールド」として発売している。
  - エスプレッソ ブレンド
- ポッカコーヒー 低糖 - 原材料は「オリジナル」に準じているが、糖類を35%低減した甘さ控えめタイプ。人工甘味料不使用。
- ポッカコーヒー テイスティーブレンド - 「オリジナル」に準じた原材料を用いたレギュラータイプ。発売当初は185g缶だったが、2014年9月に自動販売機限定の170g缶としてリニューアルされていた。
- ポッカコーヒー エスプレッソ微糖 - 甘味料（アセスルファムK、スクラロース）の使用により砂糖の使用量を控えただけでなく、エスプレッソ抽出のコーヒーをブレンドしたエスプレッソ仕立ての微糖タイプ。銀ベースの缶。
- ポッカコーヒー ファイターズ - 北海道限定で販売されていた製品
  - ブレンド - 仕様は以前発売されていた「テイスティーブレンド」に相当するが、内容量は185gへの減容化が進む近年の缶コーヒーでは珍しい190g入りであった。
  - 微糖 - 原材料並びに栄養成分表示は全国発売されている「厳選微糖」と同等である。2019年3月のリニューアル時には2018年までの選手が描かれたデザイン（選手缶）から特定の選手ではない打者のイラストが描かれたデザインとなった。
  - ブラック - 全国発売の「ブラック」とは異なり、「ポッカコーヒー」内では珍しく香料が含まれていた。2019年3月のリニューアル時には2018年までの選手が描かれたデザイン（選手缶）から特定の選手ではない投手のイラストが描かれたデザインとなった。
- ポッカコーヒー ミルクカフェ（250gロング缶入り、コーヒー飲料規格） - 後に「ミルクカフェ」に独立ブランド化する。
- ポッカコーヒー Mコーヒー（250gロング缶入り、コーヒー飲料） - 乳成分に全粉乳や脱脂粉乳を使用した製品。2012年9月に2001年以来、実に11年ぶりとなるリニューアル[10]が行われたものの、基本レイアウトはほぼ変更されておらず、製造終了まで顔が下半分いっぱいに入っていた。
- ビッグポッカコーヒー オリジナル（250gロング缶入り） - 発売50周年記念製品で、通常の「ポッカコーヒー オリジナル」を前述した「ポッカコーヒー Mコーヒー」以来となる250g入りのロング缶仕様としたもの（ロング缶では珍しい"コーヒー"規格）。デザインは"顔缶"ではなく、北海道日本ハムファイターズの新庄剛志監督が描かれており、4種展開となる。また、以前発売されていた「ファイターズ缶」とは異なり、北海道を含む全国での発売となった。期間限定品。
- ポッカコーヒー プレミアム微糖 - 2022年9月発売。微糖タイプで紺色の缶。ブラジル最高等級豆が100%使用されていることもあり、希望小売価格が他の「ポッカコーヒー」よりも割高に設定されていた（消費税別 124円）。
- ポッカコーヒー オリジナルマイルド - 紙製容器カートカンに封入した製品。「オリジナル」をベースにしているが、トレハロースが追加されている。
- ポッカコーヒー ブレンド沖縄 - 子会社の沖縄ポッカコーポレーションから沖縄県限定で発売されていた製品。パッケージ下半分は男性の顔ではなくシーサーがデザインされていた。
- ポッカアイスコーヒー沖縄 - 子会社の沖縄ポッカコーポレーションから沖縄県限定で発売されていた製品。現在も春夏期の期間限定で全国発売されている「アイスコーヒー クリーム入り」と異なり、コーヒーと砂糖のみでできた加糖ブラックタイプ。
- ポッカコーヒー カフェグラスコ（380mlボトル缶入り）
  - BLACK無糖
  - BLACK微糖
- ポッカコーヒー アイスカフェオレ（280g缶入り、アイス用、コーヒー飲料規格）
- ポッカコーヒー アイスコーヒー（280g缶入り、アイス用）
- ポッカアイスコーヒー クリーム入り（280g缶入り、アイス用） - ポッカサッポロフード&ビバレッジに商号変更後、2013年4月のリニューアル再発売の際に「アイスコーヒー クリーム入り」に改名。
- ポッカコーヒー アイス（アイス用） - 2024年2月発売。約11年ぶりとなる「ポッカコーヒー」ブランドのアイス用缶コーヒーとなった。
- ポッカコーヒー クリスタルアイス（250gロング缶入りアイスコーヒー）
- ポッカアイスコーヒー（820g缶入り 家庭用アイスコーヒー）

## CM出演者
- 田中邦衛 - 1978年・ポッカコーヒー、アイスコーヒー
- 大和田獏 - 1979年・アイスコーヒー
- 小林亜星 - 1981年・ポッカコーヒー
- 時任三郎 - 1982年〜1986年・ポッカコーヒー、ミスターコーヒー

出演期間中はキャッチコピーに「甘いだけのコーヒーは卒業した」が使われていた。1984年には自身の主演映画『海燕ジョーの奇跡』とのタイアップで、CMに映画の一部場面が挿入。
- 柴田恭兵 - 1987年〜1996年・ポッカコーヒー、遠赤焙煎コーヒージェント、BM

当時出演していた『あぶない刑事』シリーズの劇中でも飲む場面があり、共演の舘ひろしが当時CMキャラクターをしていたポカリスエットと交換して飲み合うくだりも見られた。10年近くに渡って出演していたため、歴代の出演者では2022年現在も最長記録である。そのため「ポッカ」と言えば当人を思い浮かべる人も多い。
- 西野朗 - 1996年・ミスターコーヒー
- ナインティナイン
- 北野武
- 泉谷しげる
- 阿部寛
- 松田樹利亜 - BM（柴田と共演）
- 織田裕二 - 1999年・ガティ!
- 高倉健 - ミスターコーヒー
- 中嶋悟 - 1993年・100％キリマンジャロマイルド
- 黒鉄ヒロシ - 1998年
- なぎら健壱 - 1998年
- 田中昌之 - 1998年〜1999年・クリスタルブラック。自身の代表曲｢大都会｣のイントロがフィーチャーされていた。
- 天童よしみ - クリスタルブラック（田中との共演）。｢大都会｣を歌うところだった田中からマイクを奪い取り、｢川の流れのように｣を歌う。
- 宮本浩次 - 2006年・ポッカコーヒーオリジナル。OKKブラザーズのシングル「オッサン。」を歌唱。

## 注
1. ↑  【ポッカコーヒー】シンボルのあの男は正体とは!?（男の浪漫伝説 Vol.5) | ドリームメール
2. ↑  まぼろしチャンネル・「まぼろし食料品店第23回・アイスコーヒーって誰が発明したの？の巻」（串間務）
3. ↑  『～日頃のご愛顧に感謝!オリジナルデザインの「顔缶」が数量限定で登場!～ポッカコーヒーオリジナル 千葉ロッテマリーンズ 190g缶 2015年6月29日（月）より数量限定・販売エリア限定で新発売』（プレスリリース）ポッカサッポロフード&ビバレッジ株式会社、2015年6月22日。2015年6月30日閲覧。
4. ↑  『～“千葉ロッテマリーンズ”千葉移転25周年を記念した、オリジナルデザインの「顔缶」～『ポッカコーヒーオリジナル 16年千葉ロッテマリーンズ190g缶』 2016年4月11日（月）より数量限定・販売エリア限定で新発売』（プレスリリース）ポッカサッポロフード&ビバレッジ株式会社、2016年4月8日。2016年4月11日閲覧。
5. 1 2  『ロングセラー缶コーヒー“顔缶”が、新時代に求められる味わいへと進化「ポッカコーヒー オリジナル」「ポッカコーヒー 厳選微糖」2019年3月4日（月）より新発売』（プレスリリース）ポッカサッポロフード&ビバレッジ株式会社、2019年2月20日。2019年3月4日閲覧。
6. ↑  『“缶コーヒー"から千葉県コラボ“県コーヒー"へ!恩返しとして売上の一部を千葉県の観光振興に寄付「ポッカコーヒーオリジナル千葉県缶」2019年6月3日（月）より新発売』（プレスリリース）ポッカサッポロフード&ビバレッジ株式会社、2019年5月22日。2019年6月8日閲覧。
7. ↑  「ポッカコーヒー」ブランド発売50周年の特別な年に!「ビッグポッカコーヒーオリジナル　新庄監督デザイン缶」2022年4月25日より新発売
8. ↑  『がっちりマンデー!!』2007年8月26日放送分より。
9. ↑  "ほどよい甘さや香りでココロ癒されるひとときを「ポッカコーヒー」ブランドをリニューアル、新商品「ポッカコーヒーひとやすみプレッソ」2024年9月9日（月）より全国で発売" (Press release). 4 September 2024. 2024年9月28日閲覧。
10. ↑  ただし、社名変更に伴って、2013年1月の出荷分からはレイアウト下のブランドロゴが「POKKA」ロゴから「pokka sapporo」ロゴに変更された。